# جان هنری (افسانه)
جان هنری (انگلیسی: John Henry) نام یک شخصیت افسانه ای در روایتهای مردم سیاه‌پوست آمریکاست که دست مایه خلق آثار هنری بسیاری گشته‌است. داستان اصلی به دوران اختراع ماشین بخار و رقابت و مقاومت نیروی کار انسانی در مقابل توان کار مکانیکی ماشین به عنوان یک قدرت برتر جایگزین، برمی گردد. طبق این روایت افسانه ای که از جمله در قالب یک تصنیف مردمی بازگو می‌شود، در یک مسابقه تعیین‌کننده جان هنری که یک استاد حفاری است با یک دستگاه حفاری که با نیروی بخار کار می‌کرده‌است؛ در حفر یک تونل به رقابت پرداخته و نهایتاً با اختلاف کمی پیروز می‌شود. اما این پیروزی در اثر خستگی مفرط حین کار به قیمت جانش تمام می‌شود؛ و جان هنری لحظاتی پس از آخرین ضربه و گشایش منفذ تونل، در حالی که هنوز پتک خود را در دست دارد، جان می‌سپارد.